# Laphria cingulifera
Laphria cingulifera är en tvåvingeart som beskrevs av Walker 1856. Laphria cingulifera ingår i släktet Laphria och familjen rovflugor. Inga underarter finns listade i Catalogue of Life.